# 永山マキ
永山マキ（ながやま まき、2月2日 -）は、東京都出身のシンガーソングライター・作曲家。日本大学芸術学部文芸学科卒。
モダーン今夜（2000年 -）、iima（2016年 -）のボーカルである。
TVCMソングの歌唱、ナレーション、作曲、朗読、詩とアートをコラボさせた展示会等も行っている。自身が二児の母ということもあり、子供向けのアートイベントにも出演。

## 来歴
- 2000年 - 日本大学芸術学部の同級生らと「モダーン今夜」を結成。
- 2002年 - 新宿ゴールデン街にて弾き語り開始。
- 2005年 - ソロ活動を開始。CMソング等を手がける。
- 2006年 - ソロアルバム『銀の子馬』を発売。代官山UNITにてレコ発ライブ。おおはた雄一、BE THE VOICE、栗原務らがゲスト出演。女性ユニットLynn結成。
- 2007年 - ビートルズカバーアルバム「りんごの子守唄」に参加。
- 2015年 -  FBS番組テーマソング「はじめまして赤ちゃん」歌唱。
- 2016年 -  NORTH TENJIN PICNICS’16に出演時、イシイタカユキとのユニット名『iima』発表。生の松原のアートイベント『アトリエの丘』にて、いわいあやの写真・映像とのコラボレーションライブ『写真は歌う』の活動開始。FBSめんたいPlus増刊号、生放送生出演。ピアノ弾き語りで「はじめまして赤ちゃん」を演奏。

## 受賞歴
- 2017年 -  ナレーション  2017 FUKUOKA AD ASSOCIATION PRIZE 第56回　福岡広告協会賞　 ACジャパン「言葉は、弾丸にもなる」ラジオCM部門、テレビCM（16秒以上）部門銅賞  うみたまご2017春のCM「伝わる感情」篇テレビCM（15秒以内）部門銅賞

## ディスコグラフィー

### オリジナル・アルバム
- 銀の子馬(2006年)

### その他
- 「アマールカの子守唄」
  - チェコのおやすみアニメ『アマールカ』のCD:2. Paper Mache(永山マキ) 14. The Balance Of Nature(永山マキ)
- 「雪と花の子守唄-バカラック・ララバイ集-」
  - バカラックカバー集:5. The Windows Of The World / 永山マキ
- 「りんごの子守唄 (白盤)」:鈴木惣一朗プロデュースによるビートルズカヴァー集
  - 「りんごの子守唄(赤盤・青盤)」の続編、男女DUOの（白盤）:6. Be Here Now/おおはた雄一+永山マキ
- 「Atelier Bossa-Conscious / アトリエ・ボッサ・コンシャス」
  - 8. 見つめていたい / 永山マキ
- 「ブリッジ-ニュー・スタンダード・カフェ・ジャズ」
  - 2. バイ・バイ・ブラックバード /永山マキ
  - 5. ガール・トーク /和田純子&永山マキ
  - 7. グリーン・ドルフィン・ストリート /永山マキ
- 「TOKYO“BOSSA”STORY」:8. Everything /永山マキ
- 「音のブーケ」大貫妙子カヴァー集:3「メトロポリタン美術館」　永山マキ meets hitme&miggy
- 「Niagara Spring～Niagara Cover Special～」大瀧詠一トリビュー・トアルバム:5「雨のウェンズディ」にボーカルとして参加。
- 「authentica frontier」オムニバス
- 「GUT BOSSA」オムニバス

## CM
- 極東ファディCM『愛のある冷凍食品編』ナレーション
- ほっともっとBento5 ナレーション
- VIORO 10th ANNIVERSARY CM "わたしを着る”　ナレーション
- うみたまご2017春のCM「親子」篇　ナレーション
- うみたまご2017春のCM「伝わる感情」篇　ナレーション
- ACジャパン「言葉は、弾丸にもなる」　ナレーション
- フランソア・スローブレッド「パンを愛する、人たちへ」　ナレーション
- 佐賀県庁旧知事室「県庁Class」ナレーション
- 大正屋 CMナレーション
- 天神地下街CMナレーション
- キリン 世界一の九州をつくろう TVCM　iima『未完成の絵』音楽／作詞・作曲／歌唱
- 神戸市観光CM　 iima『はじめはひとりで座っていた』音楽／作詞・作曲／歌唱
- マリンワールド海の中道「海のあお 空のあお」篇 音楽／作詞・作曲／歌唱
- サニクリーンのウォーターサーバー 「サニクリーンの天然水」新CM ~水しりとり編〜　音楽／作曲・歌唱
- のみもののよみもの第3話（番外編）Cafe&Meal MUJIのクリームソーダ 音楽／作詞・作曲／歌唱／ナレーション
- 皿の上の九州PV　 音楽／作詞・作曲／歌唱
- 井筒屋創業80周年「大切な人」フルバージョン 音楽／作詞・作曲／歌唱
- 福岡市 2015年7月 青空篇60秒 出演／歌唱
- 西鉄ホーム サニーヴィラ Bird view篇 音楽／作曲／歌唱
- フランソア・ナチュレル「はじめてのチュウ」音楽／歌唱
- フワンソア・ナチュレル THE HIGH-LOWS「日曜日よりの使者」カバー　音楽／歌唱
- いま、ふたたびの奈良へ　東大寺戒壇堂篇　歌唱
- WOODONE CM「スイージー　気になったら、木にしましょ。」篇　歌唱
- 愛和病院「AIWA HOSPITAL P&M HOUSE」CM　歌唱
- モスバーガーとびきりハンバーグサンド「B.L.T.」CM 歌唱
- 大正製薬 パブロンSゴールドCM 歌唱
- イオン化粧品株式会社CM歌唱
- バンダイ「ベビラボ」歌唱
- 花王グレイスソフィーナCM 歌唱
- 花王ソフィーナ薬用ホワイトニング CM歌唱
- 花王ブローネ　ヘアカラーCM 歌唱
- 花王「ハミングフレア」CM歌唱
- ネスカフェ 生豆ブレンドCM 歌唱
- 常盤薬品 なめらか本舗 CM歌唱
- ケンタッキー・フライド・チキンCM 歌唱
- 二東「マッコリ」CM 歌唱
- ツムラ 薬用ソフレ CM 歌唱
- 和漢箋CMジングル歌唱
- ダイエーCM歌唱
- はごろもフーズ　スパゲッティグラタンCM「少女篇」 歌唱
- 日立「きらりUVの唄」CM歌唱
- 森永製菓「森永ミルクココア」CM歌唱
- 日商ベックス「親も安心篇」CM歌唱
- コカコーラ「ミナクア」水に還る篇 CM歌唱
- リゾートトラスト「Private Time篇」CM歌唱